# Орлово (Смирныховский городской округ)
Орло́во — село в Смирныховском городском округе Сахалинской области России. 

## География
Село находится на берегу реки Орловка, на расстоянии 10 км к востоку от посёлка городского типа Смирных, административного центра округа.

## История
Современное название село получило в 1947 году, когда здесь преобладали переселенцы из Орловской области.

## Население
| 2002 | 2010 | 2013 | 2021 |
| ---- | ---- | ---- | ---- |
| 92   | ↘64  | ↗66  | ↘24  |

### Половой состав
Согласно результатам переписи 2002 года, в селе проживало 92 человека (47 мужчин и 45 женщин).

### Национальный состав
Согласно результатам переписи 2002 года, в национальной структуре населения русские составляли 96 % из 92 чел.

## Улицы
В селе имеется одна улица — Берёзовая.